# Heliophanus trepidus
Heliophanus trepidus är en spindelart som beskrevs av Simon 1910. Heliophanus trepidus ingår i släktet Heliophanus och familjen hoppspindlar. Inga underarter finns listade i Catalogue of Life.